# Rajd Barbórka 2024
62 Rajd Barbórka – 62. edycja Rajdu Barbórki. Był to rajd samochodowy rozgrywany od 6 do 7 grudnia 2024 roku. Bazą rajdu było miasto Warszawa. Rajd obejmował siedem odcinków specjalnych. Ostatni ósmy odcinek nie zaliczany do rajdu, tzw. Kryterium Asów odbył się na ulicy Karowej.

## Zwycięzcy odcinków specjalnych[1]
| Dzień     | Numer odcinka | Nazwa odcinka            | Długość | Zwycięzca odcinka | Samochód              | Czas    | Lider rajdu     |
| --------- | ------------- | ------------------------ | ------- | ----------------- | --------------------- | ------- | --------------- |
| 7 grudnia | OS1           | Autodrom SŁOMCZYN 1      | 3,85 km | Łukasz Borowski   | Škoda Fabia RS Rally2 | 2:59.63 | Łukasz Borowski |
| 7 grudnia | OS2           | Autodrom SŁOMCZYN 2      | 3,85 km | Mikołaj Marczyk   | Škoda Fabia RS Rally2 | 2:57.69 | Mikołaj Marczyk |
| 7 grudnia | OS3           | Autodrom BEMOWO SINGEL 1 | 1,28 km | Mikołaj Marczyk   | Škoda Fabia RS Rally2 | 1:05.74 | Mikołaj Marczyk |
| 7 grudnia | OS4           | Autodrom BEMOWO SINGEL 2 | 1,28 km | Mikołaj Marczyk   | Škoda Fabia RS Rally2 | 1:05.28 | Mikołaj Marczyk |
| 7 grudnia | OS5           | Polfa TARCHOMIN 1        | 5,98 km | Mikołaj Marczyk   | Škoda Fabia RS Rally2 | 5:42.52 | Mikołaj Marczyk |
| 7 grudnia | OS6           | Polfa TARCHOMIN 2        | 5,98 km | Mikołaj Marczyk   | Škoda Fabia RS Rally2 | 5:40.95 | Mikołaj Marczyk |
| 7 grudnia | OS7           | Autodrom BEMOWO DUET     | 1.78 km | Jakub Matulka     | Škoda Fabia RS Rally2 | 1:34.43 | Mikołaj Marczyk |

## Wyniki rajdu[2]
| Miejsce | Kierowca            | Pilot                 | Samochód               | Czas     | Strata | Grupa Klasa |
| ------- | ------------------- | --------------------- | ---------------------- | -------- | ------ | ----------- |
| 1       | Mikołaj Marczyk     | Szymon Gospodarczyk   | Škoda Fabia RS Rally2  | 21:07.74 | –      | R1          |
| 2       | Łukasz Borowski     | Paweł Pochroń         | Škoda Fabia RS Rally2  | 21:19.60 | +11.86 | R1          |
| 3       | Jarosław Szeja      | Marcin Szeja          | Škoda Fabia Rally2 evo | 21:20.35 | +12.61 | R1          |
| 4       | Jakub Matulka       | Daniel Dymurski       | Škoda Fabia RS Rally2  | 21:27.84 | +20.10 | R1          |
| 5       | Łukasz Byśkiniewicz | Daniel Siatkowski     | Škoda Fabia Rally2 evo | 21:32.04 | +24.30 | R1          |
| 6       | Wojciech Chuchała   | Sebastian Rozwadowski | Škoda Fabia RS Rally2  | 21:34.47 | +26.73 | R1          |
| 7       | Michał Ratajczyk    | Jędrzej Szcześniak    | Škoda Fabia Rally2 evo | 21:35.83 | +28.09 | R1          |
| 8       | Jarosław Kołtun     | Ireneusz Pleskot      | Škoda Fabia RS Rally2  | 21:42.17 | +34.43 | R1          |
| 9       | Michał Tochowicz    | Piotr Białowąs        | Citroën C3 Rally2      | 21:56.03 | +48.29 | R1          |
| 10      | Piotr Krotoszyński  | Łukasz Sitek          | Škoda Fabia Rally2 evo | 21:57.07 | +49.33 | R1          |

## Kryterium Asów na Karowej[3]
Odcinek specjalny na ulicy Karowej w Warszawie to zawsze ostatnia próba Rajdu Barbórki, która nie jest zaliczana do klasyfikacji generalnej. W tym roku do startu w kryterium dopuszczonych było 45 załóg.
| Miejsce | Kierowca          | Pilot                 | Samochód               | Czas     | Strata | Grupa Klasa |
| ------- | ----------------- | --------------------- | ---------------------- | -------- | ------ | ----------- |
| 1       | Mikołaj Marczyk   | Szymon Gospodarczyk   | Škoda Fabia RS Rally2  | 1:54.914 | –      | R1          |
| 2       | Jarosław Szeja    | Marcin Szeja          | Škoda Fabia Rally2 evo | 1:57.571 | +2.657 | R1          |
| 3       | Adam Sroka        | Patryk Kielar         | Toyota GR Yaris Rally2 | 1:57.588 | +2.674 | R1          |
| 4       | Michał Ratajczyk  | Jędrzej Szcześniak    | Škoda Fabia Rally2 evo | 1:58.233 | +3.319 | R1          |
| 5       | Jakub Matulka     | Daniel Dymurski       | Škoda Fabia RS Rally2  | 1:58.608 | +3.694 | R1          |
| 6       | Wojciech Chuchała | Sebastian Rozwadowski | Škoda Fabia RS Rally2  | 1:59.389 | +4.475 | R1          |
| 7       | Michał Tochowicz  | Piotr Białowąs        | Citroën C3 Rally2      | 2:00.425 | +5.511 | R1          |
| 8       | Jarosław Kołtun   | Ireneusz Pleskot      | Škoda Fabia RS Rally2  | 2:00.665 | +5.751 | R1          |
| 9       | Bryan Bouffier    | Yevgen Chervonenko    | Škoda Fabia RS Rally2  | 2:01.555 | +6.641 | R1          |
| 10      | Jakub Kowalczyk   | Łukasz Kulesza        | Škoda Fabia R5         | 2:01.589 | +6.675 | R1          |